# Yesim Candan
Yesim Candan (Rotterdam, 1975) is een Nederlands publiciste, columniste, radiopresentatrice en voormalig politica in spe voor het CDA, FvD en D66.
Candan is medepresentatrice van NPO Radio 2-programma De Wild in de Middag en werkt als columniste bij RTL Nieuws.

## Politiek
Candan volgde een politieke 'talentenklas' van Frits Bolkestein van de VVD. Hierna werd zij in 2010 lijsttrekker van Partij één die zij in 2007 had opgericht als netwerkorganisatie en haalde zij 2000 stemmen bij de Tweede Kamerverkiezingen van 2010.   
Vervolgens kreeg zij belangstelling voor het CDA en probeerde zij zonder succes voorzitter van de CDA-afdeling Amsterdam te worden. In 2016 solliciteerde zij daarna voor een plek op de kandidatenlijst voor de Tweede Kamerverkiezingen van 2017. Zij werd afgewezen. In januari 2018 voerde Candan gesprekken met Forum voor Democratie om een plek op de Amsterdamse kandidatenlijst te krijgen voor de gemeenteraadsverkiezingen van 2018. Zij kreeg die plek niet.
In 2023 stond zij op plek 11 van de D66-kandidatenlijst voor de Tweede Kamerverkiezingen van 2023. Een dag later trok zij zich terug toen eerdere uitspraken van haar kwamen bovendrijven waarin zij zich zeer negatief uitliet over Sigrid Kaag en D66.

## Televisie
In 2025 is Candan een van de deelnemers aan het 25e seizoen van het RTL 4-programma Expeditie Robinson.